# Škoda 430
Der Škoda 430 ist ein Pkw-Modell des tschechischen Automobilherstellers Škoda, das von 1929 bis 1932 gebaut wurde.
Erste Testfahrten mit Prototypen fanden im Winter 1928/1929 statt, die Serienproduktion wurde im April 1929 aufgenommen, ab Sommer 1929 wurden die ersten Fahrzeuge nach Polen, Jugoslawien und Österreich exportiert.
Im Jahr 1929 liefen etwa 1000 Fahrzeuge von Band, bis 1930 wurden insgesamt 3028 Fahrzeuge gebaut. Ab 1930 wurde parallel der Škoda 430D gebaut, der dem Škoda 430 Konkurrenz machte. Der 430D hat einen 1,8-Liter-Motor und wurde bis 1936 gebaut.

## Technik
Der Wagen hat einen Leiterrahmen mit Starrachsen vorne und hinten, der Radstand beträgt 2800, die Spurweite 1360 mm. An allen vier Rädern sind seilzugbetätigte Trommelbremsen eingebaut. Auf die Felgen sind Reifen der Dimension 5¼×28 in aufgezogen. Der Motor ist ein wassergekühlter Vierzylinderreihenmotor mit SV-Ventilsteuerung, der einen Hubraum von 1661 cm³ hat und 22 kW leistet. Das Drehmoment wird über ein Dreiganggetriebe und eine Kardanwelle an die Hinterräder übertragen. Den Škoda 430 gibt es nur als Rechtslenker. In der Tourenwagenausführung hat das Fahrzeug eine Masse von 1180 kg, als Landaulet 1280 kg.